# Vzorový rodinný dům Vítek
Vzorový rodinný dům Vítek, též jen typ Vítek, je rodinný dvojdům ve Zlíně v ulici Nad Ovčírnou VI s čísly popisnými 627 a 5684, který přináleží ke vzorové kolonii rodinných domů U Lomu na jižním okraji města za Gahurovým prospektem. Obytná kolonie a s ní i tato stavba vznikly na základě mezinárodní bytové soutěže, kterou vyhlásila firma Baťa na začátku roku 1935. Autorem návrhu byl zlínský architekt Antonín Vítek. Realizován byl ještě v červnu téhož roku spolu s dvojicí nejlépe hodnocených návrhů a dalšími dvěma domy, žádný z nich se však později už nedostal do sériové výstavby. V roce 1983 byl objekt zapsán na seznam nemovitých kulturních památek.

## Historie
Po roce 1918 se v Baťově obuvnickém závodě spolu s růstem objemu výroby rapidně zvyšoval také počet pracujících. Zlínský výrobní koncern se tak v meziválečném období spolu s rozvojem svých továren snažil zajistit svým zaměstnancům příhodné pracovní i životní podmínky, a to včetně bydlení. Potřebné intenzity nabyla výstavba se standardizovaným druhem čtyřdomku, který během dvou let 1925–1927 souvisle pokryl dosud nezastavěné území dělnické čtvrti Letná a severně od řeky Dřevnice se začaly rozrůstat také Zálešná a Podvesná s využitím typizovaných dvojdomků. Stavěly se také svobodárny a internáty. Do roku 1934 postavila firma 2 529 nájemních domků a podle tvrzení firemního tisku zajistila zázemí pro 70 % svých pracovníků.

### Mezinárodní soutěž
Na přelomu 20. a 30. let 20. století se v Evropě hledaly nové formy výstavby obytných domů, proběhlo několik výstav moderního bydlení a byla zbudována vzorová sídliště, například Weissenhof ve Stuttgartu (1927), kolonie Nový dům v Brně (1928) nebo osada Baba v Praze (1932). V roce 1935 byla také ve Zlíně vyhlášena mezinárodní soutěž na nový typ rodinného domu, jejímž hlavním výstupem se stala vzorová kolonie U Lomu.
| „                                       | Konečné zhodnocení výsledků soutěže bude provedeno tím způsobem, že vybrané typy se postaví a po roce se posoudí, který z nich našim potřebám nejlépe vyhovuje. Na základě těchto nových zkušeností vypracuje se potom nový typ zlínského rodinného domku. | “ |
| — Vladimír Karfík, Zlín 11. června 1935 | |   |

Cílem soutěže měly být levné a dobře dispozičně řešené byty včetně nábytku, respektující obvyklé zlínské konstrukční způsoby. Návrhy měly být předloženy zprvu do 15. března, termín byl pak o měsíc prodloužen. V porotě byli kromě Jana Antonína Bati a starosty města Dominika Čipery architekti František Lýdie Gahura, Bohuslav Fuchs, Pavel Janák, Dušan Jurkovič, Jaroslav Syřiště a dokonce i švýcarsko-francouzský architekt Le Corbusier. V květnu 1935 byly vyhlášeny výsledky a nastal tlak na rychlou realizaci staveb se záměrem prezentovat je 25. června téhož roku účastníkům mezinárodního kongresu zaměřeného na bytovou kulturu. Následně pak měly být vybrány typy vhodné pro hromadnou výstavbu ve Zlíně a Otrokovicích (někdejším Baťově).
Bylo osloveno 550 firem a do soutěže se přihlásilo celkem 289 návrhů, z nichž hned 243 bylo z Československa, další byly od architektů z osmi jiných evropských zemí. Po tříkolovém posuzování se porota nakonec rozhodla 1. a 2. cenu neudělit a udělila až dvě 3. ceny s odměnou 7 000 korun. Jednalo se o projekty dvojdomku Adolfa Benše a Františka Jecha (U Lomu 631 a 5685) a jednodomku švédského architekta Erika Svedlunda (Nad Ovčírnou VI 626). Z oceněných projektů se pak výstavby dočkaly ještě dva návrhy, nadstandardní dům architekta Vladimíra Karfíka odměněný částkou 3 000 korun (U Lomu 629) a konečně také dvojdomek Antonína Vítka s odměnou 2 000 korun. Ve vzorové kolonii U Lomu byl v roce 1935 postaven kromě těchto čtyř vybraných soutěžních návrhů ještě typový jednodomek, který navrhlo Stavební oddělení firmy Baťa (U Lomu 632). Sériové výstavby se však žádný ze soutěžních návrhů nedočkal.

### Autor a jeho návrh
Rodák z Prostějova Antonín Vítek (1892–1979) po pražských studiích nastoupil v roce 1930 do Stavebního oddělení firmy Baťa, kde navrhoval především obchodní domy, firemní domky a vily a řešil také regulační plány. Připravil realizované návrhy mimo jiné pro Dům služeb Baťa v Karlových Varech (1930) a také v Mladé Boleslavi (1931), dále školy v Otrokovicích (1932−1933) a v Malenovicích (1933). S projektem ideálního čtyřdomku v Otrokovicích se už také zúčastnil interní firemní soutěže v roce 1934.
Pro soutěž roku 1935 navrhl dvojdomek, jehož předpokládaná cena pro výstavbu byla 53 000 korun (za obě bytové jednotky dohromady), což se zadavateli soutěže jevilo pro sériové budování příliš drahé. Náklady na výstavbu standardního dvojdomku u firmy Baťa byly v té době včetně řemeslných prací kolem 38 000 korun, v případě jednodomku zhruba 28 500 korun. Vítkův vzorový dům byl spolu s ostatními kvůli prezentaci účastníkům kongresu postaven do června 1935, kolaudace však proběhla až o tři měsíce později, v září téhož roku. Podle dobového tisku navrhl Vítek pro bytovou soutěž také jiný typ čtyřdomku, který později firma uplatnila ve čtvrti Zálešná.

## Architektura

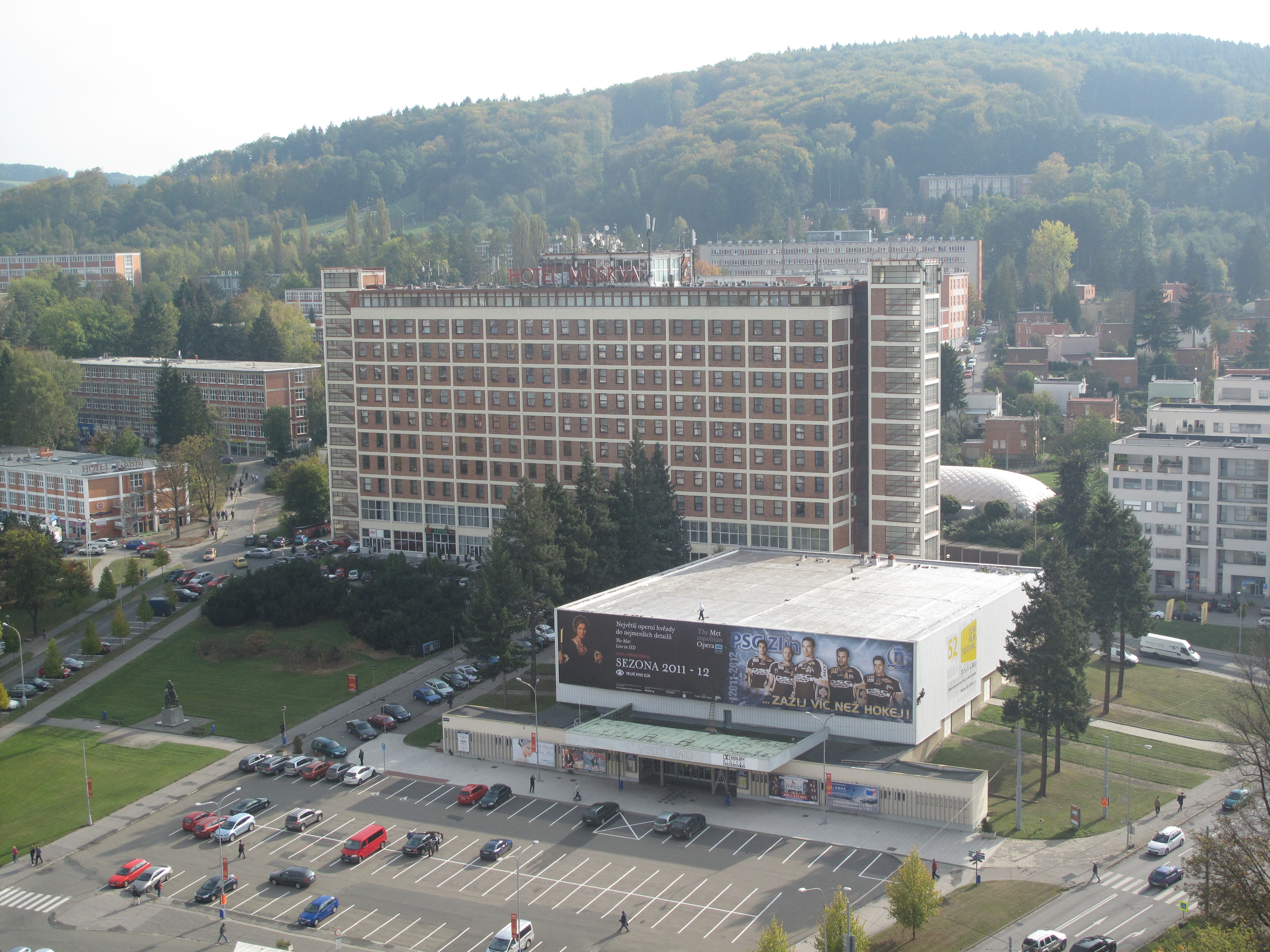
Za Velkým kinem a hotelem Zlín (Moskva) je při pohledu z Baťova mrakodrapu nepříliš zřetelně patrná kolonie U Lomu, završená na hraně lesa hotelem Tomášov (rok 2011).

Dvojdomek typu Vítek je jako součást komorního obytného souboru v experimentální kolonii U Lomu umístěn ve čtvrti Nad Ovčírnou ve svažitém terénu vrchu Barabáš. Svah navazuje na Gahurův prospekt a soubor domů je situován dále za II. studijním ústavem (pozdějším sídlem krajského ředitelství policie). Jedná se o prominentní lokalitu na jižním okraji města v zeleni při hranici lesa s výhledy na město. Vítkův dům se nachází na spodním okraji kolonie vlevo od přístupové cesty, hned nad studijním ústavem. Neoplocená zatravněná zahrada je vymezená pouze živými ploty s minimálními zásahy do rostlého terénu.
Podobně jako v případě typu Benš–Jech se jedná o samostatně stojící mezonetový typ dvojdomku s plochou střechou, moravský architekt však zůstal věrný typickým znakům zlínské architektury včetně režného cihelného zdiva. Vnitřní uspořádání je prakticky totožné s návrhem pražských autorů Benše a Jecha. Symetricky uspořádaný objekt se střední nosnou zdí má dva samostatné byty ve dvou etážích (podlažích) se zrcadlovou dispozicí. Obytná plocha jednoho bytu činila 50 metrů čtverečních (shodně s typem Svedlund), resp. užitná plocha asi 65 metrů čtverečních.
Podsklepený jednopatrový dům pravoúhlého půdorysu má díky svažitému terénu v suterénu umístěnou garáž, dále také sklep na uhlí a prádelnu se sušárnou. Každý ze zrcadlově disponovaných bytů má na protilehlé kratší straně domu prosklenou verandu s plochou střechou. V přízemí je malá vchodová předsíň se šatnou. Z ní pak vede po straně schodiště do garáže, naproti vstupu jsou dveře do obývacího pokoje, vedle nich dveře do kuchyně a po straně naproti schodišti dveře na samostatnou toaletu. Obývací pokoj, který slouží také jako jídelna, disponuje širokými pásovými okny směřujícími k jihu do zahradní části pozemku. Na obývací pokoj navazuje průchodem kuchyně, k níž přiléhala spižírna a také menší místnost, označovaná na plánech jako kabinet. Ta mohla být dveřmi spojena buď s kuchyní jako pokojík pro služku, anebo s obývacím pokojem patrně jako pracovna.
Do patra vede schodiště odsunuté k obvodové zdi a přístupné z obývacího pokoje. V horním podlaží jsou dvě ložnice – větší rodičovská nad obývacím pokojem a menší dětská v severním krajním rohu dispozice, obě přístupné přímo ze schodiště. Ke středové stěně domu přiléhá koupelna s WC, přístupná netradičně pouze z obou ložnic. Byt byl vybaven ústředním vytápěním využívajícím ohřívanou vodu z kuchyňského sporáku. Podle dochované fotodokumentace byla kuchyň vybavená sporákem na tuhá paliva označeným jako krb camino, pod oknem směřujícím na sever bylo umístěno umyvadlo s přívodem studené i teplé vody, sloužící patrně jako dřez.

## Další vývoj
I když se v soutěži oceněný dvojdům Antonína Vítka nedočkal sériového provedení, je řazen spolu s ostatními vzorovými domy z kolonie U Lomu mezi několik evropských expozic moderního bydlení. Z vybraných návrhů je nejvíc spojený se zlínskou obytnou výstavbou a nejlépe zapadá do logiky jejího vývoje. Svým architektonickým i dispozičním řešením ovlivnil další vývoj firemních dvojdomků.
Patrně v červnu 1983 byl dvojdům prohlášen za kulturní památku. Památkový ústav jej ohodnotil jako „významný vývojový doklad moderní architektury“.
Typ Vítek nedoznal od své výstavby podstatné změny, v roce 2004 však došlo k výměně kastlových oken za repliky. V pravé, západní části domu zůstaly okenní výplně zachované, zatímco v levé části byly nahrazeny novými, které jsou sice stále dřevěné, moderní členění však zcela neodpovídá původnímu stavu, což je nejlépe viditelné u pásových oken. Došlo k zesílení okenních sloupků. Oproti původnímu stavu bylo rovněž zazděno velké okno na verandě, což bylo provedeno pečlivě a téměř nepatrně. Fasáda z lícového zdiva se zachovala původní, jen s drobnými viditelnými zásahy např. pro elektroinstalaci. Garážní vrata, podle dobových fotografií patrně bílá, byla natřena tmavou barvou. Ve výsledku se dá konstatovat, že si dům víceméně zachoval svůj prvotní vzhled.